# Drapelul Samoei Americane
Proporția drapelului 1:2
Drapelul Samoei Americane.
Vezi și: Listă de steaguri